# Xhavid Nimani
Xhavid Nimani (1919 - 2000) was een Joegoslavisch politicus van de partij Liga van Communisten van Kosovo (Savez Komunista Kosovo (i Metohija), SKK), de toen enige politieke partij van Kosovo.
Van mei 1974 tot 5 augustus 1981 was hij de eerste president van het presidentschap in de Socialistische Autonome Provincie Kosovo, de naam van Kosovo tussen 1974 tot 1990 als onderdeel van de republiek Servië in de federatie Joegoslavië.
Zijn voorganger was Ilaz Kurteshi, die dat voor de Autonome Provincie Kosovo en Metohija was. Zijn opvolger was Ali Shukri.